# Bonatitan reigi
 Bonatitan reigi ("titan de Bonaparte  de Osvaldo Reig") es la única especie conocida del género extinto Bonatitan de dinosaurio saurópodo titanosáurido, que vivió a finales del período Cretácico, hace aproximadamente 83 y 65 millones de años, en el Campaniense y el Maastrichtiense, en lo que hoy es Sudamérica. Bonatitan es un saurópodo muy ligeramente construido de cerca de 6 metros de largo, 1,5 de alto y un peso de 3 toneladas, con las cavidades uniformes en las vértebras caudales.
Sus restos fueron encontrados en el Subgrupo Río Colorado, en el área de Bajo Santa Rosa, en la Provincia del Río Negro en la Argentina. Fue descrito a partir de dos esqueletos incompletos con la presencia de la base del cráneo, por Martinelli y Forasiepi en el 2004. El nombre del género es en honor al paleontólogo argentino José Bonaparte, quien lo descubrió en 1990 mientras que la especie B. reigi es en honor al paleontólogo Osvaldo Reig. Bonatitan conocido a partir de dos esqueletos incompletos es diagnosticado por la asociación siguiente de caracteres: 1) surco longitudinal localizado en la sutura entre los parietales que continúa posteriormente sobre el supraoccipital al foramen magno; 2) tuberosidad del basiesfenoide larga y estrecha; 3) dorsal a las vértebras caudales con huecos mediales circulares a ovales profundo en ambas caras del lámina prespinal; 4) vértebra caudal anterior con la lámina de los arco neurales de espino postzigapofisial y espino-prezigapofisial 5) vértebras caudales anteriores con las fosas interzigapofisial profundas con numerosos huecos; 6) vértebra caudal anterior con una lámina secundario-horizontal accesoria que extiende de la porción antero-ventral del postzigapófisis a la mediados de la porción de la lámina espino-prezigapofisial; y finalmente, 7) vértebra caudal anterior con una cresta axial prominente en la superficie ventral del centro. Es colocado dentro de la familia Saltasauridae.